# Тананаев, Иван Гундарович
Иван Гундарович Тананаев (род. 1958) — российский ученый-радиохимик, специалист в области фундаментальной и прикладной радиохимии и радиоэкологии, академик РАН (2025), заместитель генерального директора по научной работе ФИЦ Кольский научный центр РАН (с 2022), директор Института химии и технологии редких элементов и минерального сырья имени И. В. Тананаева КНЦ РАН (с 2023). Член Высшей аттестационной комиссии при Минобрнауки РФ (с 2019). Доктор химических наук, профессор.
Индекс Хирша — 29 (по версии Scopus).

## Биография
Родился 31 августа 1958 года в Москве в семье искусствоведа Тананаевой Ларисы Ивановны, дочери Тананаева Ивана Владимировича
В 1980 году окончил кафедру радиохимии химического факультета МГУ.
В 1982 году окончил Высшие патентные курсы.
В 1987 году — защитил кандидатскую диссертацию по специальной теме.
В 1998 году — защитил докторскую диссертацию, тема: «Химия нептуния, плутония, америция в щелочных средах». После защиты в 1999—2000 гг. командирован для выполнения научной работы в Ядерный центр Маркуль (Франция).
С 1979 по 2011 годы — работал в Институте физической химии и электрохимии имени А. Н. Фрумкина РАН (ИФХЭ РАН), где прошел путь от старшего лаборанта до главного научного сотрудника.
В 2008 году — избран членом-корреспондентом РАН.
С 2011 года — работает в ПО «Маяк» ГК «Росатом» в должностях научного руководителя по радиохимическому и изотопному производству, с 2015 г. - советника генерального директора по молодёжной политике (по совместительству).
С 2016 по 2022 годы — директор Академического департамента ядерных технологий Школы естественных наук Дальневосточного федерального университета, заведующий лабораторией ядерных технологий департамента. С 2022 года — профессор департамента ядерных технологий ДВФУ (по совместительству).
С 2019 по 2020 годы — директор Школы естественных наук Дальневосточного федерального университета.
С 2019 года — член Высшей аттестационной комиссии при Министерстве науки и высшего образования Российской Федерации.
С 2022 года — заместитель генерального директора по научно-инновационной деятельности Федерального исследовательского центра «Кольский научный центр» Российской академии наук (ФИЦ КНЦ РАН). С 2023 года директор ИХТРЭМС КНЦ РАН.
С 2024 года — ведущий научный сотрудник Научно-исследовательской лаборатории «Радиоэкология и морская радиохимия» Института ядерной энергии и промышленности Севастопольского государственного университета 
В 2025 году избран академиком РАН (по Отделению химии и наук о материалах).

## Научная деятельность
Область научных интересов: фундаментальная химия трансурановых элементов (нептуний, плутоний, америций), переработка отработавшего ядерного топлива, обращение с радиоактивными отходами, радиоэкология и наноиндустрия. Первые работы выполнил по радиохимической тематике, но поскольку они вошли в диссертацию, относящуюся к «спецтеме» данных в открытой печати немного. В дальнейшем интенсивно разрабатывал вопросы поведения актинидов в щелочных РАО, изоморфизма селената уранила и родственных минералов, методы выделения ценных компонентов из ОЯТ и др.
Ведёт фундаментальные исследования в области синтеза, исследования физико-химических свойств и реакционной способности наноматериалов и их применения в процессах разделения элементов с близкими химическими свойствами, радиохимии и экологии .
Опубликовал более 980 научных трудов. Автор более 10 учебных пособий и монографий более 187 научных статей в реферируемых журналах (Scopus) и 20 авторских свидетельств.
Предложил и развил новое перспективное направление получения функциональных материалов с заданными свойствами путём твердофазного взаимодействия соединений актинидов с неорганическими и органическими веществами при интенсивном измельчении и прессовании, а также методом плазменного спекания.
Предложил использовать наночастицы платины, рутения, палладия, нанесенные на пористые поверхности, в качестве гетерогенных катализаторов в разнообразных окислительно-восстановительных реакциях актинидов.
Проведена систематическая работа по выбору перспективных экстрагентов для фракционирования высокоактивных азотнокислых отходов с применением классов оригинальных фосфорорганических моно- и бидентатных соединений и макроциклических соединений — краун-эфиров и каликсаренов.

### Список работ и наукометрические данные
Списки работ Тананаева И.Г. приведены в международных базах: на сайте ORCID и на сайте Elsevier-SCOPUS.

### Монографии
1. Structural Chemistry of Inorganic Actinide Compounds. Eds.: S.V. Krivovichev, P.C. Burns, I.G. Tananaev, Amsterdam-Boston etc. Elsevier, 2007, 493 p. [11]

### Научно-организационная деятельность
Тананаев И. Г. в ДВФУ является руководителем ОП магистратуры 22.04.01 — Материаловедение и технологии материалов; руководитель двух программ подготовки в аспирантуре 1.5.15 — промышленная экология (технические науки и химические науки). В ОТИ НИЯУ МИФИ — заместитель директора по научной работе, ведет ключевые дисциплины по специальности 18.05.02 — химическая технология материалов современной энергетики. Тананаевым И. Г. подготовлено 2 доктора и 15 кандидатов наук.
- заместитель председателя, позднее член Бюро Межведомственного научного совета по радиохимии при Президиуме РАН и ГК «Росатом»;
- заместитель главного редактора журналов «Радиохимия» (WoS), «Вопросы радиационной безопасности» (ВАК, РИНЦ), член редколлегии журнала «Химическая технология» (ВАК, РИНЦ).

{{Collapsible list |title= Руководство проектами. Чтобы открыть, нажмите кнопку «показать» справа'

## Награды[1]
- Нагрудный знак Медаль «Академик И. В. Курчатов» (ГК «Росатом», 2014)
- Знак отличия в труде «Ветеран атомной энергетики и промышленности» (ГК «Росатом», 2014)
- Диплом и знак отличия «За наставничество» (ГК «Росатом», 2014)
- Архиерейская грамота Епископа Тамбовского и Моршанского Гермогена за воспитание молодежи (2015)
- Медаль имени академика В. А. Легасова (Президиум Международной академии наук экологии и безопасности жизнедеятельности, 2017)
- Премия имени В. Г. Хлопина (совместно с В. И. Сергиенко, Е. К. Папыновым, за 2019 год) — за цикл работ «Научное обеспечение радиоэкологической и экологической безопасности морской среды и территории Дальнего Востока»
- Почетная грамота Министерства РФ по науке и высшего образования (2021)
- Благодарственное письмо Губернатора Камчатского Края за выявление причин экологического загрязнения акватории Камчатки (2020)
- Внесен в Открытую Золотую книгу преподавателей НИЯУ МИФИ за значимое развитие университета (2022)
- Медаль ордена «За заслуги перед Отечеством» II степени (5 февраля 2024 года) — за большой вклад в развитие отечественной науки, многолетнюю плодотворную деятельность и в связи с 300-летием со дня основания Российской академии наук[12]